# ジョン・ケイン・アリーナ
ジョン・ケイン・アリーナ（John Cain Arena）はオーストラリア・ビクトリア州・メルボルンのメルボルン・パークにある屋内競技場。収容能力は10,500人。

## 概要
2000年にボーダフォン・アリーナとして開場。ロッド・レーバー・アリーナ、マーガレット・コート・アリーナとともに全豪オープンの会場のひとつである。
ボーダフォンの命名権が切れた2008年以降、中国の企業海信が命名権を取得、ハイセンス・アリーナと呼ばれていた。
2020年2月3日、全豪オープンのメルボルン固定開催に尽力した第41代ビクトリア州首相のジョン・ケイン・ジュニアに敬意を表し、ジョン・ケイン・アリーナに改称されることが決まった。